# Битва при Гуаякиле
Битва при Гуаякиле (исп. Batalla de Guayaquil) — заключительное сражение в гражданской войне в Эквадоре, произошедшее 22 — 24 сентября 1860 года при Гуаякиле. Битва положила конец противостоянию сил временного правительства Габриеля Гарсии Морено, поддержанного Хуан Хосе Флоресом, и правительством Гильермо Франко Эрреры, которого поддерживал перуанский президент Рамон Кастилья.

## Предыстория
После череды внутренних проблем и дипломатических конфронтация с Перу президент Эквадора Франсиско Роблес покинул свой пост 1 мая 1859 года, доверив управление страной коллегии Jefaturas Supremas (Верховному командованию). Эквадорский политик Габриэль Гарсиа Морено создал временное правительство в Кито. Тем временем генерал Франко провозгласил себя Верховным правителем Гуаяса. Перуанский президент Кастилья решил воспользоваться данными противоречиями в соседнем государстве и совершить передел территорий. По его распоряжению силы ВМФ заблокировали залив Гуаякиля. Не рассчитывая на соглашение Гарсии Морено, Кастилья встретился с Франко и подписал Мапасингский договор, который передавал все спорные территории Перу. Экспедиционные силы Перу вернулись в Кальяо 19 февраля 1860 года, оставив армии Франко сапоги, униформу и 3000 винтовок.
Обвиняя Франко в сговоре с перуанцами, Габриэль Гарсиа Морено объединился с бывшим соперником, генералом Хуаном Хосе Флоресом, чтобы выступить вместе против сил Франко. Началась гражданская война. После нескольких боёв силы Гарсии Морено смогли заставить войска Франко отступить обратно в Гуаякилю, месту последней битвы.

## Ход сражения
В ночь на 22 сентября меньшая часть армии Морено и Флореса подошла к городу с севера, тогда как основная часть сил — с другого направления, через болота. Полагая, что войска противника, приближающиеся со стороны болота, будут проводить отвлекающую атаку, Франко разместил основные силы на севере.
23 сентября Флорес изложил свой план сражения. Часть армии должна была атаковать силы Франко на холме Санта-Ана, к северу от города. Остальные под его непосредственным командованием должны были пересечь устье Саладо на западе и таким образом окружить Франко. Переправа через Саладо стал одним из решающих моментов битвы. Людям Флореса пришлось столкнуться местностью в устье, заросшем мангровыми зарослями и кишащим аллигаторами. Франко поручил полковнику Эчеверриа защищать Саладо, однако в обмен на 3000 песо и обещание повышения до звания генерала в армии противника он предал Франко и позволил армии Морено и Флореса пройти через устье реки.
Рано утром 24 сентября войска временного правительства были готовы к решающему бою. Гуаякиль быстро пал, и люди Франко в беспорядке бежали. Многие утонули, пытаясь добраться до стоявших в гавани перуанских кораблей, но последние снялись с якоря и отплыли, поскольку увидели, что битва проиграна. Также на борту одного из кораблей бежали Франко и его офицеры.
Гарсиа Морено и Флорес провели следующие месяцы в Гуаякиле, ожидая возмездия со стороны Перу, которого так и не последовало. Франко, опозоренный своим поражением, так и не вернулся в Эквадор и умер в Кальяо, Перу, в марте 1873 года.
Победа положила конец войне и принесла мир в страну. Мапасингский договор был отменён эквадорским конгрессом в 1861 году и перуанским конгрессом в 1863 году во время президентства Мигеля де Сан-Романа.

## Участники конфликта

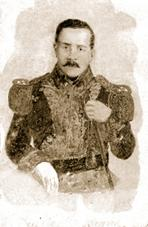
Гильермо Франко Эррера[исп.]
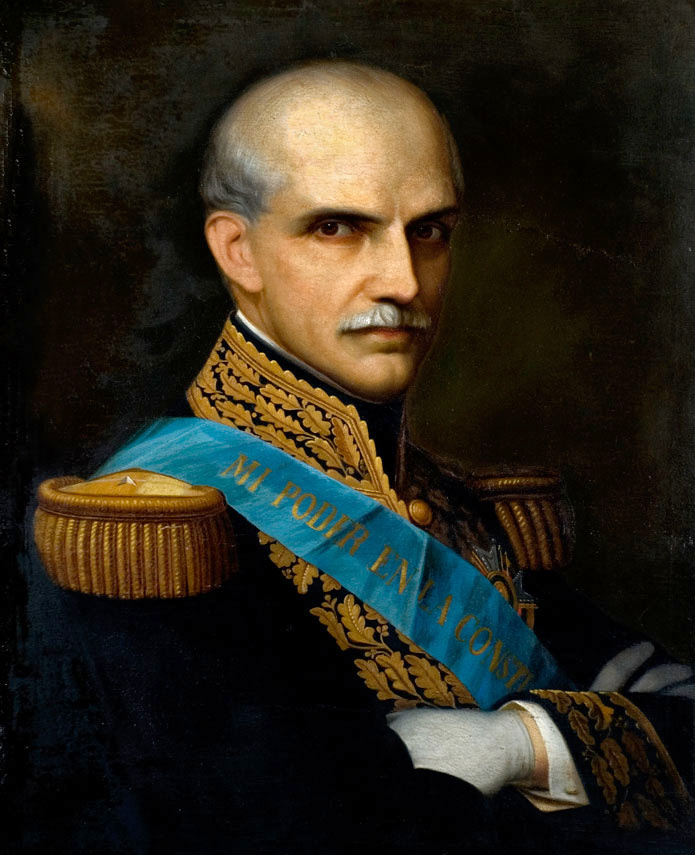
Габриэль Гарсиа Морено
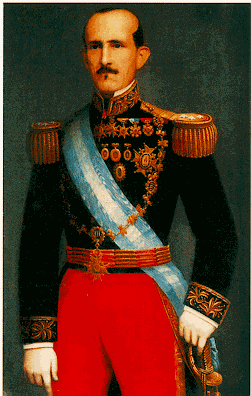
Хуан Хосе Флорес